# 哺乳

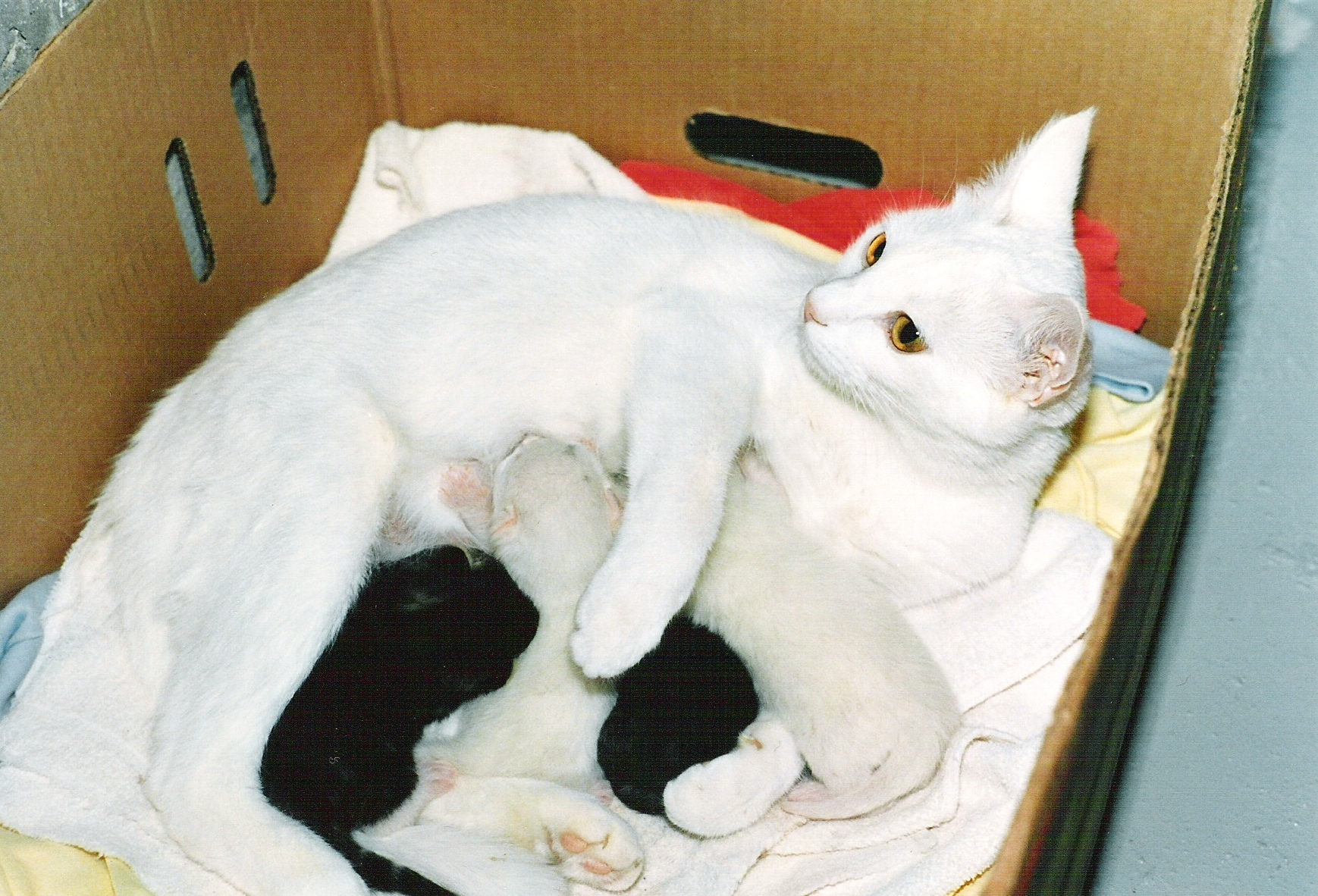
家猫的哺乳

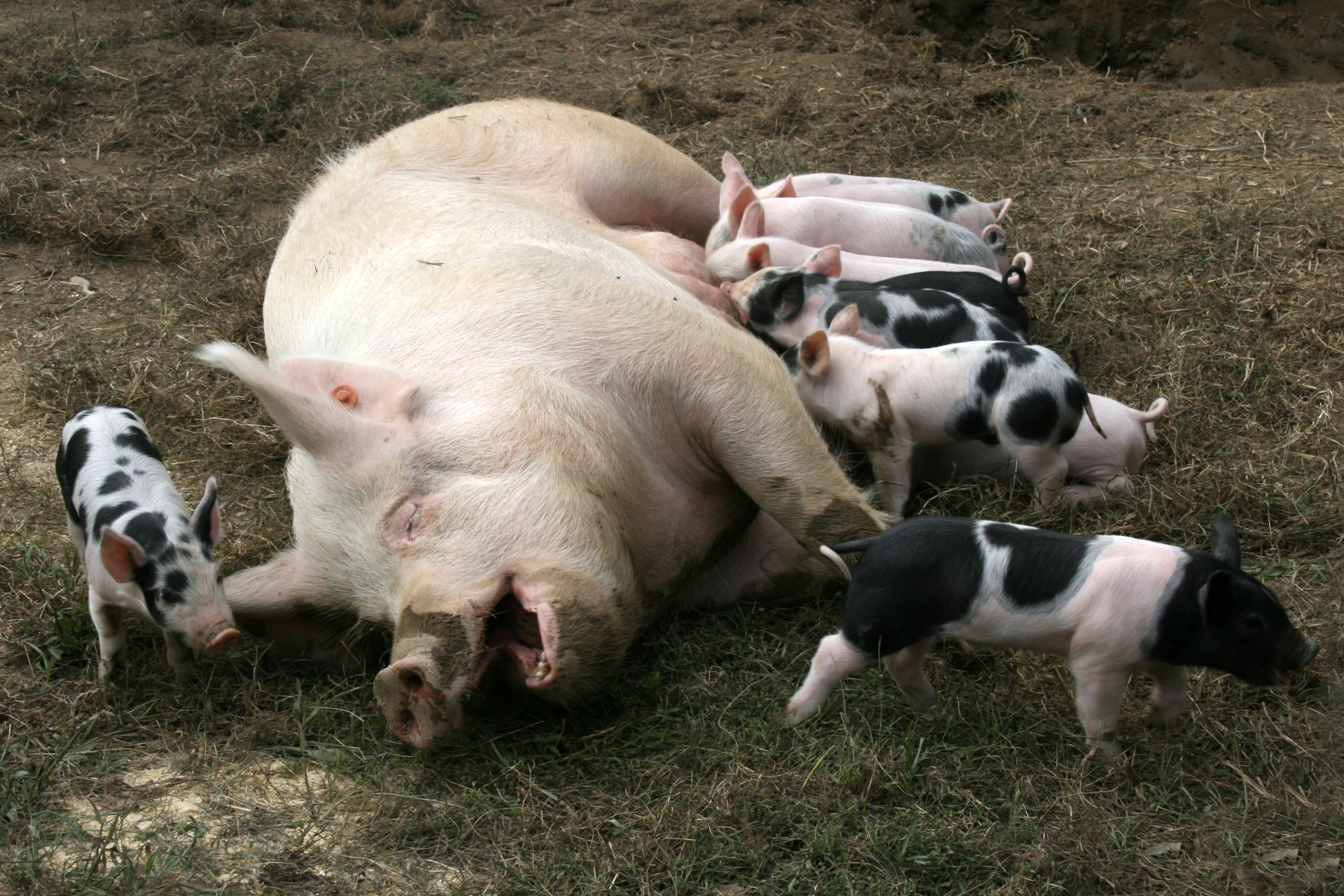
家猪的哺乳

哺乳（lactation）又称授乳、泌乳，是指雌性哺乳动物通过乳腺分泌的乳汁给后代的幼体喂食的行为，在人类的场合此过程称为母乳喂养。无论时期有多久远，只要是哺乳动物的雌性都具有这种特性，无一例外。乳汁分泌的过程需要催乳激素和催产素的共同作用。然而棕榈果蝠的雄性也会分泌乳汁，这可能是因为激素失调的缘故。这种现象也可能在新生婴儿身上观察到。多数哺乳动物的乳汁来自乳房，但鸭嘴兽等则通过腹部的沟分泌。